# Basselinia
Basselinia é um género botânico pertencente à família Arecaceae.

## Espécies
- Basselinia favieri
- Basselinia humboldtiana
- Basselinia iterata
- Basselinia porphyrea
- Basselinia tomentosa
- Basselinia vestita